# Storia del Partito della Rifondazione Comunista (1998-2000)
La Storia del Partito della Rifondazione Comunista dal 1998 al 2000 comprende la fase successiva alla scissione del Pdci fino all'emergere del cosiddetto movimento new global di Seattle, che consoliderà nel PRC una definitiva prospettiva movimentista.

## Il caso Abdullah Öcalan
Il 13 novembre viene arrestato all'aeroporto di Fiumicino di Roma, Abdullah Öcalan detto Apo, leader del Partito dei Lavoratori del Kurdistan (PKK).
Öcalan ha un passaporto falso ed è accusato di due omicidi da giudici turchi e tedeschi e, per questo, in Turchia rischia la pena di morte.
Ricoverato per un malore all'ospedale militare del Celio, Öcalan chiede asilo politico all'Italia e il 14 novembre riceve la solidarietà dei curdi di tutta Europa venuti a manifestare davanti all'ospedale.
Il governo turco chiede immediatamente l'estradizione, ma quello italiano dichiara il 16 che sulla materia si esprimerà il tribunale di Roma.
Il 18 il segretario del PRC, Fausto Bertinotti, con il verde Carlo Ripa di Meana, presentano all'europarlamento una risoluzione nella quale si chiede all'Italia di «non accogliere la domanda di estradizione civile della Turchia» e, al governo turco, di «mettere fine alla politica di repressione delle aspirazioni di libertà e autonomia del popolo curdo».
Una posizione motivata dalla solidarietà del PRC verso i curdi fin dal 1996 in quanto «popolo oppresso». Una posizione mantenuta anche dal Partito dei Comunisti Italiani. Dura invece è l'ostilità del centrodestra che preme per espellere Öcalan perché ritenuto un terrorista. Per il responsabile Esteri di Rifondazione, Ramon Mantovani, invece il Pkk è «un movimento di liberazione che si trova contro uno dei più potenti eserciti dell'area mediorientale», ma che ha comunque delle «intenzioni pacifiche».
Il 20 novembre la corte d'appello di Roma decide che Öcalan può rimanere nella Capitale, a patto che sia sempre reperibile e non svolga attività antiturca. La Turchia minaccia ritorsioni e chiede aiuto alla Nato.
Il 25 novembre Mantovani ammette di aver viaggiato con Öcalan nell'aereo che da Mosca lo ha portato a Roma.
Bertinotti rivendica la giustezza dell'operazione perché così si «costringe il nostro vecchio continente a un'attenzione e, forse, a un'assunzione di responsabilità del tutto nuove» verso «la causa del Kurdistan».
Il 16 dicembre la corte d'appello di Roma annulla l'obbligo di dimora per Öcalan, vista anche la revoca del mandato di cattura della Germania. Öcalan resta comunque sorvegliato.
Il 16 gennaio 1999 Öcalan lascia l'Italia per destinazione ignota. Per un mese girerà vanamente il mondo in cerca di asilo, quindi sarà catturato dai servizi segreti turchi presso l'ambasciata greca della capitale keniota per esser poi condannato a morte in Turchia. Nel 2002 la pena gli viene commutata in ergastolo.

## Si riparte coi trotzkisti
Il voto del 4 ottobre 1998 in CPN rivoluzionava il partito. Non solo perché portò alla scissione di circa trentamila appartenenti al partito, soprattutto dirigenti e parlamentari, ma anche perché rendeva superato il III congresso di quasi due anni prima.
Va però osservato che il PRC non si chiudeva a riccio e non diveniva un partito di pura opposizione, perché a livello locale continuò ad appoggiare, dove possibile, giunte regionali, provinciali e comunali dell'Ulivo.
Pur rimanendo il patrimonio del PRC totalmente in mano al partito, il fortissimo esodo degli eletti verso il PdCI, provocò nell'immediato la chiusura del mensile Rifondazione.
Soprattutto fece scalpore il fatto che i trotzkisti di Bandiera Rossa, capeggiati da Livio Maitan, per la prima volta appoggiassero la maggioranza del partito e, di fatto, divenissero indispensabili per dare una nuova solida maggioranza al segretario. Segretario da questo momento in poi solitario, visto che la carica del presidente non sarà mai più ripristinata.
Cossutta inoltre non era uscito dal partito seguito da tutti i suoi, perché alcuni condividevano la linea del segretario e altri, pur condividendo la mozione Cossutta, non erano favorevoli a una scissione. Dunque bisognava tener conto di come amalgamarli coi trotzkisti.
A questo punto il IV congresso serviva non più per un confronto fra cossuttiani e bertinottiani, ma per "rifondare" letteralmente il partito, simbolo compreso. Una rifondazione che avverrà al Palacongressi di Rimini.
Il 20 dicembre 1998, a chiusura del tesseramento 1999 utile per il congresso, risultano 73.892 iscritti e di questi voterà il 46,96%.
Nei primissimi mesi del 1999 si tengono 2.302 congressi di circolo su 2.375 circoli dove si fronteggiano due mozioni: il documento Un'alternativa di società presentato da Fausto Bertinotti, Aurelio Crippa, Paolo Ferrero, Franco Giordano, Claudio Grassi, Graziella Mascia; e il documenta alternativo Per un progetto comunista presentato da Marco Ferrando, Franco Grisolia, Francesco Ricci. Al documento bertinottiano andranno 28.361 voti (84,07%), mentre i trotzkisti di Ferrando raccoglieranno 5.375 voti (15,93%).
Il 18 marzo 1999, primo giorno congressuale, viene approvato il nuovo simbolo del partito, dove fa il suo ingresso la parola «rifondazione».
Il partito, com'era prevedibile, segna una svolta movimentista, ma lascia comunque aperta una porta al centrosinistra. Dirà Bertinotti a conclusione del congresso (21 marzo): «Dobbiamo saper essere radicali e aperti. Aperti ad altri paradigmi di interpretazione della realtà (...). Per questo ci rivolgiamo alla sinistra critica, a quella che sta nel sociale o fuori del sindacato confederale, ma anche a forze sensibili che sono dentro la maggioranza di governo. Dobbiamo puntare a uno schieramento articolato, non pesato per quantità ma per qualità di contributo, dalla Sinistra verde al Manifesto, dalla sinistra sindacale ai sindacati di base, dai centri sociali alle tute bianche. Con tutte queste forze noi dobbiamo condurre un'analisi critica e raggiungere un programma comune per l'azione».
A giugno le elezioni europee del 1999 sono un fiasco. La DN del PRC ammette che si tratta di «un risultato del tutto negativo»: percentualmente il partito è dimezzato, mentre in voti assoluti emerge che c'è chi non vota più né PRC, né PdCI. Unica consolazione per il PRC è l'essere grande circa il doppio del PdCI.
Il 4 luglio, al termine di un CPN, Bertinotti avanza l'idea di un «forum» aperto alla «sinistra antagonista ed ai movimenti antiliberisti».

## Nasce il "movimento dei movimenti"
Malgrado i buoni propositi movimentisti, il privilegio di essere l'unica forza parlamentare di sinistra all'opposizione, e l'aver avuto la conferma dalle europee di essere un partito comunque in piedi, il PRC è chiuso in un angolo. Il 6 novembre 1999, in apertura di Cpn, Bertinotti ammette: «La situazione dei movimenti è ancora molto arretrata nel nostro paese». E per uscire dall'accerchiamento propone di «favorire nuovi ingressi nel nostro partito, come quello dei compagni della sinistra verde, per contribuire alla nostra stessa innovazione». Bertinotti in quella sede lancia anche un «invito a dare vita a una Consulta permanente rivolta a organizzazioni, movimenti, singole personalità che, sulla base del reciproco riconoscimento della rispettiva condizione (chi, appunto, di partito, chi di movimento, di associazione, o individuale) conduce una ricerca e innova una proposta di iniziativa politica».
Bertinotti non ha però capito che forse qualcosa è cambiato a livello globale. La prova arriva per tanti inaspettata in occasione del terzo meeting dell'Organizzazione Mondiale del Commercio a Seattle in USA dal 29 novembre al 4 dicembre 1999. In quell'occasione tanti movimenti e semplici cittadini antiliberisti, ambientalisti e new-global in genere, si danno appuntamento per protestare scatenando una dura battaglia per le strade di Seattle. Unica italiana presente nel cosiddetto popolo di Seattle è Grazia Francescato della Federazione dei Verdi, la quale prima di partire aveva lanciato un appello pubblico per trovare tra i partiti altri partner di lotta.
Il 7 dicembre il commento più lucido sui fatti di Seattle, sarà fatto dalle colonne de la Repubblica, non da Bertinotti, ma da Umberto Bossi, fondatore della Lega Nord: «La sinistra di D'Alema non è più la vera sinistra. Dopo Seattle, dove il globalismo ha dovuto segnare il passo, si apre una nuova fase. La storia non è morta, la dialettica prende altre strade. Oggi la vera sinistra sono i verdi di Seattle, sono certi pezzi dei cattolici, non gli ex comunisti che fanno il gioco della grande finanza».
Poco giorni dopo, l'11 dicembre, in occasione di una manifestazione romana contro il ministro Luigi Berlinguer e in difesa della scuola pubblica, Bertinotti sfila con accanto Giorgio La Malfa e dichiara: «Seattle fa scuola. Questo slogan è un riassunto di quanto sta avvenendo. A Seattle c'era un movimento contro la globalizzazione, qui la logica è la difesa di un luogo pubblico contro la privatizzazione».
Nel corso del 2000 ci furono tante altre "Seattle", altre occasioni per protestare contro l'Omc e altri istituzioni simili, ma il PRC preferisce puntare molto sulla Conferenza intergovernativa dell'Ue che doveva approvare la Carta dei diritti fondamentali dei cittadini comunitari (primo nucleo di costituzione europea). La conferenza ebbe luogo a Nizza dal 6 all'8 dicembre 2000. Il successo della protesta e la presenza solitaria di PRC e Verdi galvanizza Bertinotti che, rivolgendosi al centrosinistra, dichiara: «Se non annusano il vento che tira, finisce che chiudono bottega».
Intanto però in aprile si erano tenute le elezioni regionali del 2000 che avevano visto il PRC accordarsi con l'Ulivo per candidati unici, ma anche una forte affermazione della neonata Casa delle Libertà, la nuova coalizione del centrodestra di Silvio Berlusconi.